# Селайя, Мануэль
Хосе́ Мануэ́ль Села́йя Роса́лес (исп. José Manuel Zelaya Rosales; род. 20 сентября 1952, Катакамас, Оланчо, Гондурас) — президент Гондураса с 27 января 2006 по 28 июня 2009 от Либеральной партии Гондураса.

## Биография
Учился на инженера в Национальном университете Гондураса, однако после четвёртого курса оставил занятия, полностью посвятив себя бизнесу — преимущественно в сельскохозяйственной и лесохозяйственной области (своё дело было унаследовано им от отца) — в родной провинции Оланчо, крупнейшей в Гондурасе. В 1987 году стал директором Совета Гондурасского частного предпринимательства (COHEP) и президентом Национальной ассоциации лесопромышленников.
С 1970 года он присоединился к Либеральной партии Гондураса (PLH). В ноябре 1985 года он был впервые избран от департамента Оланчо депутатом Национального конгресса, где возглавил законодательный комитет по природным ресурсам. Переизбирался в 1989 и 1993 годах. Занимал ряд ответственных должностей в структуре Либеральной партии, был министром инвестиций, ответственным за Фонд социальных инвестиций Гондураса.
В 1996 году он был назначен вице-президентом по социальной сети в Латинской Америке и Карибском бассейне (REDLAC). На выборах в следующем году был избран депутатом в департаменте Франсиско Морасан и в январе 1998 года утверждён в качестве члена кабинета правительства. После стихийного бедствия, вызванного ураганом «Митч» в октябре 1998 года он был назначен советником председателя Специального кабинета национального восстановления, отвечающего за восстановление разрушений, вызванных неблагоприятными колебаниями климата.
В июне 1999 года покидает исполнительную власть и Конгресс.
27 ноября 2005 на президентских выборах одержал победу, набрав 50,7 % голосов избирателей (за его соперника, кандидата от правящей Национальной партии Гондураса Порфирио Лобо проголосовало 44,3 % граждан страны, пришедших на избирательные участки). Во время предвыборной кампании выступал за развитие свободной торговли и борьбу с насилием в Гондурасе. Селайя обещал удвоить численность полицейских (с 9 тыс. до 18 тыс. человек) и инициировать программу переобучения членов организованных преступных группировок. Его подход к этому вопросу резко отличался от подхода его соперника по президентским выборам Порфирио Лобо, который намеревался ужесточить борьбу с организованной преступностью и ввести в стране смертную казнь.
27 января 2006 Селайя вступил в должность на Национальном стадионе в столице Гондураса Тегусигальпе в присутствии 250-ти высокопоставленных лиц, включая лидеров других стран. Правление Селайи ознаменовалось резким изменением политического курса влево, президента критиковали за установление тесных связей с венесуэльским лидером Уго Чавесом.
14 марта 2009 Селайя выразил желание снова баллотироваться на пост президента. Однако, конституция, принятая в 1982 году, ограничивает срок президентства 4 годами. Селайя запланировал на 28 июня 2009 года референдум, не предусмотренный конституцией, для её изменения, что и привело к политическому кризису и аресту Селайи по постановлению Верховного Суда. 28 июня 2009 года солдаты блокировали Селайю в президентском дворце, арестовали и вывезли его из столицы Тегусигальпы на военно-воздушную базу. Об этом сообщил секретарь главы государства. С базы ВВС Селайя был насильно вывезен в Коста-Рику. Противники свергнутого президента утверждают, что переворота не было, так как военные лишь выполняли решение парламента страны, а также прямой приказ Верховного суда об аресте президента.
В сентябре 2009 года Селайя вернулся в Гондурас, надеясь оказать политическое давление на правительство Роберто Мичелетти, однако вынужден был укрыться в посольстве Бразилии. 15 ноября 2009 года Селайя выступил с обращением, адресованным президенту США Бараку Обаме. В нём Селайя заявил, что отказывается от попыток восстановить себя в должности через двусторонние соглашения с Мичелетти. Он сказал, что считает себя законным президентом, чьи полномочия закончатся в январе 2010 года, а президентские выборы, назначенные на 29 ноября 2009 года, — незаконными. Правительство Мичелетти быстро отреагировало на обращение Селайи, истолковав его как отказ от президентства. 27 января 2010 года Селайя выехал в эмиграцию в Доминиканскую Республику.
28 мая 2011 года, после 16 месяцев отсутствия, Селайя вернулся в Гондурас, где был восторженно встречен своими сторонниками. В тот же день он встретился с президентом Порфирио Лобо.
Женат (жена — Ксиомара Кастро), имеет четверых детей.